# Verner von Heidenstam
Carl Gustaf Verner von Heidenstam, född 6 juli 1859 i Olshammar, Hammars församling i Närke, död 20 maj 1940 på Övralid i Östergötland, var en svensk författare och poet. Han var ledamot av Svenska Akademien 1912–1940 och tilldelades Nobelpriset i litteratur 1916.
Han debuterade som författare år 1888 med en diktsamling som bröt med den då rådande svenska litterära traditionen med realism och naturalism, för att istället fokusera på romantik, individualism, sensualism och romantisering av den svenska stormaktshistorien, med särskilt fokus på de karolinska soldaternas öden. Färgglädjen och bejakandet av en munter sinnlighet gjorde starkt intryck och kom att bli stilbildande för flera andra svenska författare under 1890-talet och åren därefter. von Heidenstam kom därför att bli den främste företrädaren för dessa "nittiotalister" och hans böcker innehåller genomgående många nationella och historiska teman.

## Ungdom
Verner von Heidenstam tillhörde adliga ätten von Heidenstam nr 2025. Han var enda barnet till fyringenjören Nils Gustaf von Heidenstam (1822–1887) och Magdalena Charlotta Rütterskiöld (1837–1917). Han föddes på bruksherrgården Olshammar, idag kallad Olshammarsgården, som ligger i Hammars socken vid Vättern och som tillhörde hans mors släkt. Där tillbringade han även sommarloven under uppväxten. Vintrarna tillbringade familjen i Stockholm, men det är Olshammar han kallar barndomshem och i sina verk återvänder han ofta dit.
I den självbiografiska Hans Alienus har han beskrivit barndomen som ensam. Efternamnet Alienus kommer av det latinska ordet för främmande, alienus. I Olshammarsgården fanns ett stort bibliotek med klassisk litteratur som Xenofon, Tacitus, Plutarchos och andra. Bland svenska författare läste han Tegnér, Runeberg och Wallin. I Stockholm bodde familjen först på Johannis Östra Kyrkogata och från 1876 på Karlavägen 7 mittemot Humlegården. Heidenstam gick i Beskowska skolan. I början fick han goda betyg, men på grund av dålig hälsa gick det allt sämre i skolan. Han var ordblind och hade hela livet svårt att stava korrekt.
Vid sexton års ålder tvingades Verner von Heidenstam av hälsoskäl avbryta sin skolgång i Stockholm och var alltså, som han själv skrev, "nog lycklig att få insupa de sydliga ländernas kosmopolitiska luft, medan ännu hans väsen besatt ungdomens hela mottaglighet". I september 1876 fick Heidenstam resa utomlands tillsammans med sin kusin Ernst. Resan gick till Alexandria och Kairo och där stannade de till våren 1877 innan de reste hem via Grekland och Italien. På hösten reste han åter till Beirut, Jerusalem och Kairo. I ett brev till sin mor förklarade han att han ville bli målare, ett yrkesval hon skarpt avrådde ifrån. I sitt skissblock ritade och målade han flitigt men han började också skriva verser.
Efter sitt giftermål med Emilia Uggla 1880 slog sig Heidenstam ned i Rom i avsikt att bli konstnär. Han och hans hustru blev uppskattade i den skandinaviska konstnärskolonin där. I juli 1881 flyttade de till Paris där Heidenstam avsåg att studera målning vid École des Beaux-Arts under Jean-Léon Gérôme. Heidenstam övergav dock planerna på att bli målare och 1882 flyttade paret till San Remo och han koncentrerade sig på att skriva poesi. Efter ett kort hemligt besök i Sverige och vid barndomshemmet sommaren 1883 bosatte sig Heidenstam i kantonen Appenzell i Schweiz. Med byn Bühler som fast punkt gjorde de täta resor till Frankrike och Italien, som Heidenstam senare skrev reseberättelser om i Från Col di Tenda till Blocksberg.
Heidenstam sände i början av 1880-talet några dikthäften till Zacharias Topelius för bedömning. De gick huvudsakligen påverkade av efterromantikens stil och även influerade av Johan Ludvig Runeberg.

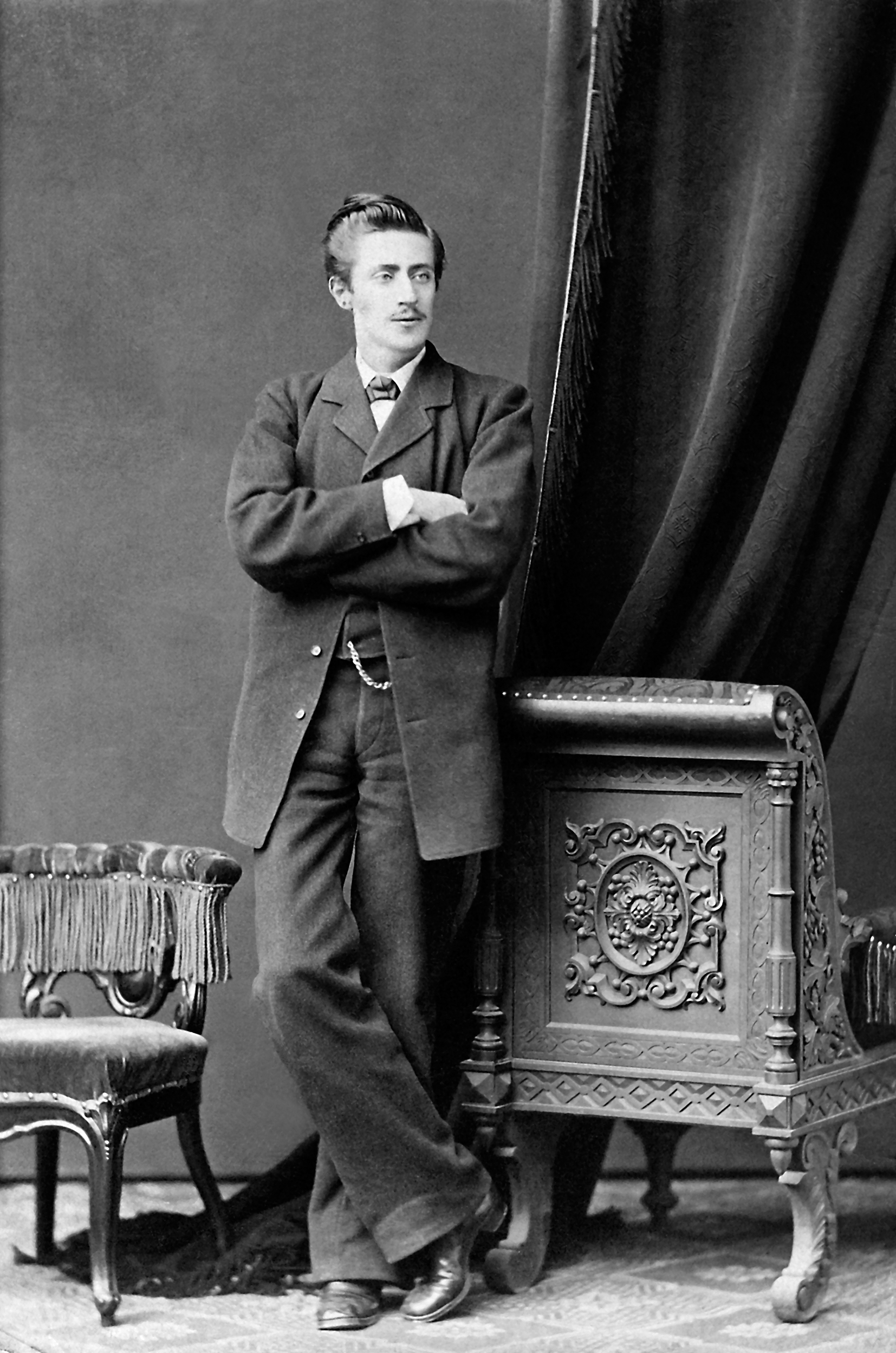
Heidenstam vid 20 års ålder.

Det är troligt att publiceringen av August Strindbergs Det nya riket i oktober 1882 gjorde ett stort intryck på Heidenstam och påverkade honom i radikal riktning. Boken är ett angrepp på det oscarianska samhället. I december 1884, strax efter att rättegången mot Strindberg för Giftas är över, skrev Heidenstam till Strindberg, bosatt i Schweiz, och uttryckte sin beundran samt bad Strindberg att fälla kritik över Heidenstams dikter. I februari 1885 besökte Strindberg paret Heidenstam i Bühler och alla tre reste till Rom. Därmed inleddes en vänskap mellan Heidenstam och Strindberg som kom att vara i flera år. Heidenstam hade inget stöd för sina författardrömmar hemifrån och Strindberg kände sig som i landsflykt i Schweiz. När Strindberg kände sig deprimerad utnämnde han Heidenstam till sin tronföljare. Tillsammans reste de till Paris och den svenska konstnärskolonin i Grez-sur-Loing. Strindberg läste ur sina manus för Heidenstam. Först i februari 1886 fick Strindberg läsa något av Heidenstam. Strindbergs brev är inte bevarat men uppenbarligen innehöll det helt förödande kritik. I sitt svar försökte Heidenstam släta över men i brevväxlingen dem emellan blev tonen mindre familjär. När Heidenstam flyttade tillbaka till Sverige på våren 1887 upphörde kontakten dem emellan fram till följande år.
Heidenstam hade känt en allt större hemlängtan och hans fars sjukdom hade gjort det allt mer nödvändigt att resa till Sverige. Heidenstam och hans hustru flyttade in i huset vid Karlavägen. Under uppväxten hade han en dålig relation med sin far men under faderns sista tid i livet försonades de. Hans far hade problem med njurarna och den 2 juni 1887 tog han livet av sig. Under hösten samma år bodde Heidenstam kvar på Karlavägen och lade sista handen vid sin diktsamling.

## Debuten
Den 26 januari 1888 blev förläggaren Albert Bonnier uppsökt i sitt hem av Heidenstam. Denne berättade att Topelius hade läst några av hans dikter och tyckt om dem och att han också kände Strindberg. När manuset överlämnades lästes det av Karl Otto Bonnier som läste det hemma med makan Lisen: "Genast från första anslaget och till det sista hade vi klart för oss, att här hade en ny och stor diktare uppenbarat sig. Den aftonen blev en av dessa högtidsstunder, som en förläggare aldrig förgäter men som, ack så sällan, förunnas honom!". När diktsamlingen Vallfart och vandringsår publicerades i april 1888 väckte den en enorm uppmärksamhet. Den innebar ett brott med den dittills förhärskande naturalismen och istället för social misär och enformigt industriarbete skrev Heidenstam om njutningslystnad och romantik. Recensenterna hyllade debutanten: Georg Nordensvan skrev om debuten som "den mest lyckade, som de senaste åren förekommit.". Författaren Gustaf af Geijerstam skrev: "Detta debutarbete är i själfva verket af så märklig art, att det med ens gifver författaren en plats bland Sverges förnämsta författare.".
Johan Mortensen beskrev Verner von Heidenstams inträde på skaldebanan "som om Dionysos, omgiven av hela sitt hov av skrattande fauner och dansande backantinnor, kommit för att hålla sitt intåg i de mörka furornas land". Nu predikades livsglädjen i stället för trälandet under kulturens arbetsok, som förtorkar människans själ. Som motsats till detta målade Heidenstam upp kulturens barndomstid, då fabrikernas arbetshets, stenkolsröken och vinningslystnaden ännu inte dödat naturen, då människan ännu var sund och harmonisk och det var en glädje bara att vara till. Detta förlorade paradis trodde han sig ha återfunnit i Österlandet.
På våren 1889 utkom Heidenstams roman Endymion, som är ytterligare ett vittnesbörd om Heidenstams svärmeri för Orienten. I ett brev till Strindberg beskrev han boken som "ett sorgespel utan kulisser och ridå". Intrigen är enkel; en far och hans dotter från USA reser i Österlandet tillsammans med en doktor. De tre representerar olika urtyper; pappan är realisten, doktorn är en cyniker som ser Österlandet i ett perspektiv ovanifrån, medan dottern är en sökare och romantiker som träffar en nationalist och upprorsman och känner sig dragen både till honom och till hela Österlandet. Heidenstam framställer Österlandet som en plats där man lever för dagen, medan framtiden ligger i Västerlandets materialism.
År 1889 kom Heidenstams nästa bok, Renässans, som är en programförklaring där Heidenstam menar att den litterära naturalismen har spelat ut sin roll ("skomakarrealism"). Den som vill skapa något nytt måste opponera sig mot invanda uttryckssätt och en ung talang behöver inte upprepa sig. Underförstått i skriften är att Heidenstam ser sig själv som den nya litteraturens talesman och anförare.

## Författarskap

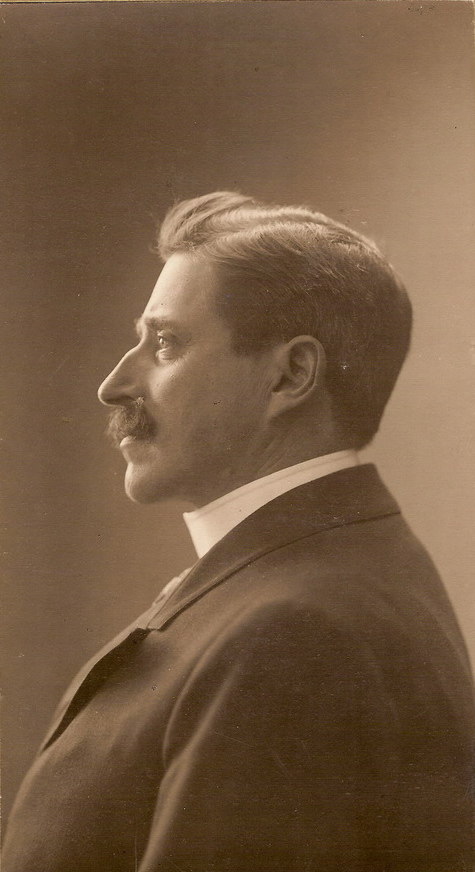
Heidenstam i början av 1900-talet.

För Heidenstam innebar 1890-talet ett decennium av ett flitigt skrivande, både vad gällde böcker och tidningsartiklar. I juli 1890 skrev han till sin förläggare Karl Otto Bonnier att han är fullt upptagen med sin kommande bok, Hans Alienus, och begärde därför ett mycket stort honorar. Trots att Heidenstams tidigare böcker endast sålt i ett par tusen exemplar per styck gick Albert Bonnier med på 5 000 kronor. Hans Alienus är skrivet på en blandning av poesi och prosa i en form som trotsar alla försök att genrebestämma verket. Uppenbarligen ansluter boken till Heidenstams eget liv, där han först levde ensam med hustrun i Schweiz och som över en natt blev ett firat litterärt stjärnskott och salongslejon. Hans Alienus är en främling i världen, som gett sig iväg hemifrån från faderns stränga styre. I Rom får han påvens uppdrag att representera honom hos underjordens kung Sardanapal. Århundradena går och Hans Alienus blir både kejsare i Rom och vikarie för Gud när denne är bortrest men lyckan vill inte infinna sig. Det materiella ger ingen lycka och den njutningsfilosofi han har varit anhängare av visar sig vara tom. En dag återvänder Hans Alienus till föräldrahemmet och kan till slut göra upp med sin förut så stränge fader. Kritikerna var svala men ingen utom Svenska Akademiens Carl David af Wirsén ville påstå att det var dåligt. För förlaget var det dock knappast någon lysande affär; den första upplagan på 2 500 exemplar räckte i 18 år.
Efter att våren 1896 rest i Karl XII:s spår till Konstantinopel, Bender, Poltava, Moskva och Sankt Petersburg satte Heidenstam igång med nästa projekt, boken Karolinerna i två delar om den svenske krigarkungen och hans armé. På sommaren 1896 tog han kontakt med sin förläggare Karl Otto Bonnier och begärde 16 000 kronor, ett belopp som Bonnier ansåg vara "fabelaktigt stort" och som motsvarar närmare 1 miljon kronor i 2006 års penningvärde. Boken blev dock en stor framgång och sålde i olika upplagor över 120 000 exemplar. I boken följer Heidenstam Karl XII:s fälttåg i öster, slaget vid Poltava och flykten till Konstantinopel. Fälttåget skildras ur de enskilda människornas perspektiv, från kungen ned till den enklaste soldat. Heidenstam gör upp med den glänsande hjältekonung som skapades av Esaias Tegnér och istället framställs kungen som en levande människa, komplicerad och på en gång ädel och hård, men samtidigt lyfte Heidenstam fram en bild av tragisk storhet. Karl XII kämpar lika mycket mot ödet som mot tsar Peter, och hans armé följer honom i alla väder. Den första delen fick övervägande dåliga recensioner, men den andra delen bemöttes mer positivt. Boken blev så småningom obligatorisk läsning i den svenska folkskolan; den befäste Heidenstams ställning som den främste diktaren bland nittiotalisterna och blev i samtiden en av hans mest beundrade.
Heidenstam fortsatte därefter med historiska skildringar. Från sin barndom i Olshammar hade han hört berättelser om den heliga Birgitta och hon blev huvudperson i hans Heliga Birgittas pilgrimsfärd. I boken skildras Birgitta som en hänsynslös kvinna som sviker sin familj och vänner för att nå sina mål. Tydligen ansåg han att porträttet av Birgitta låg nära honom själv för när han skickade ett exemplar till författaren Axel Lundegård skrev han i den: "Porträtt av författaren som gumma". När boken publicerades på våren 1901 fick även den ett blandat mottagande.
I november 1903 började Heidenstam att skriva sin nästa roman, Folke Filbyter. Även här inverkar författarens eget liv på händelserna i boken: Folke Filbyter tror sig ha förlorat förmågan att älska men så träffar han en dvärgprinsessa som han gifter sig med. Hon är alltid glad och får hushållet att leva upp. Åren går och Folke blir en storbonde med tre barn. Han får ta hand om sin sonson men barnet rövas bort av en präst och när Folke till slut finner honom igen har den vuxne sonsonen endast förakt för sin farfar. Folke Filbyter dör, övergiven av alla utom av gårdens trälar. År 1907 kom ytterligare en bok om folkungarna, Bjälboarvet. Boken utspelas på 1200-talet och handlar om striderna mellan Birger jarls söner Valdemar och Magnus. Heidenstam hade också för avsikt att skriva en tredje del om Nyköpings gästabud men detta realiserades aldrig.
År 1906 hade Bonniers förlag börjat ge ut Selma Lagerlöfs Nils Holgerssons underbara resa genom Sverige. Denna skolbok i geografi blev en stor framgång och de två som stod bakom förslaget om en populär skolbok, Fridtjuv Berg och Alfred Dalin, ville att förlaget skulle ge ut en motsvarande bok om svensk historia, Svenskarna och deras hövdingar. Uppdraget gick till Heidenstam som visade sig vara foglig i arbetet med denna beställningsbok. Berg och Dalin satte effektivt stopp för alla försök att romantisera och fantisera; Heidenstam kände liksom Lagerlöf att det var omöjligt att integrera hela skolmaterialet i en litterär text. Gedin (2006) menar att "det är en platt text, där inte bara fantasin saknas utan även Heidenstams goda humör, hans lekfullhet och ibland överraskande fräckhet". Boken blev Heidenstams sista berättande prosaverk, och efter Nya dikter var hans offentliga författarskap i princip avslutat.

## Relationer till andra författare
Då många av "nittiotalisterna" och de svenska kulturpersonligheterna rörde sig i samma kretsar var det naturligt att de lärde känna varandra. Två av de relationer som mest påverkade Heidenstam anses vara med Gustaf Fröding och August Strindberg. Dessa var tidvis goda vänner till Heidenstam, men relationerna till både Fröding och Strindberg gick dock i vågor då de inte bara var kreativa kollegor utan också konkurrenter med olika bakgrund och livsåskådning.

### Gustaf Fröding

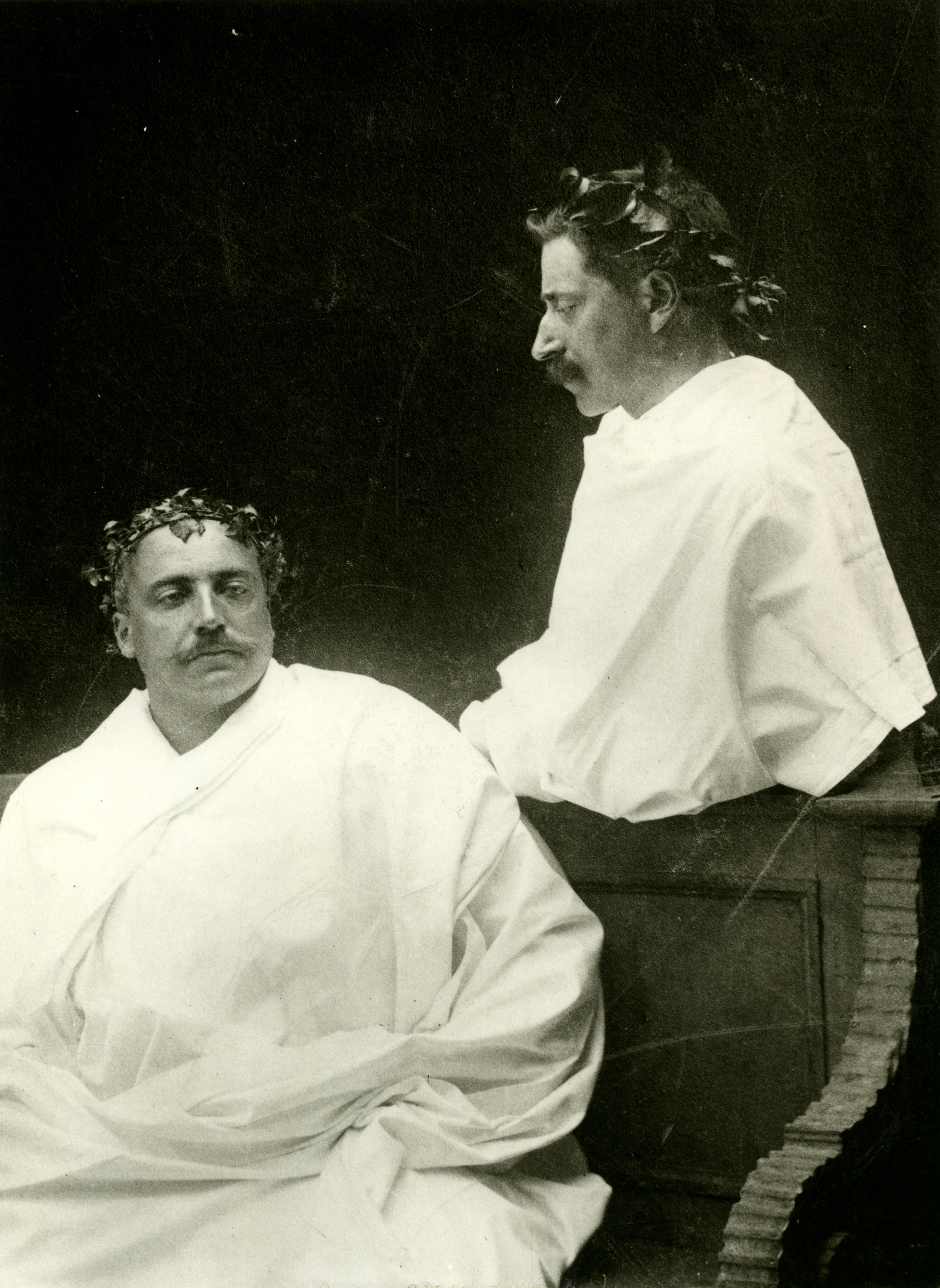
Fröding och Heidenstam, klädda i togor 1896.

År 1891 debuterade Gustaf Fröding med diktsamlingen Guitarr och dragharmonika och möttes av positiv kritik. Fröding beundrade Heidenstam men det dröjde till hösten 1894 innan han tog kontakt med Heidenstam via brev: "Ni vet ju att jag håller av Er mer än alla andra svenska författare". Heidenstam bjöd Fröding och hans syster Cecilia att medverka vid bröllopet på Blå Jungfrun på sommaren 1896.
Senare samma sommar sammanträffade Fröding med Heidenstam och hans umgänge, bland annat Birger Mörner, J.A.G. Acke och Albert Engström som tillbringade sommaren ute i Sandhamn. Frödings förläggare Albert Bonnier hade skrivit till honom och frågat om inte Fröding ville överväga att stryka några rader i dikten En morgondröm som skulle ingå i hans kommande diktsamling Stänk och flikar, eftersom det i poetisk form skildrar ett samlag. I Sandhamn hade Fröding med sig korrekturet. Heidenstam och de andra uppmanade Fröding att stå fast och inte låta stryka något. En kväll läste Heidenstam upp En morgondröm för vännerna. Stödet från vännerna gav Fröding mod att inte låta stryka någonting, när han skickade in korrekturet till förlaget hänvisade han uttryckligen till Heidenstam för att låta allt stå kvar. I månadsskiftet september-oktober publicerades diktsamlingen och den utlöste en hetsig pressdebatt som riktades både mot Fröding och förläggaren. Den 9 oktober åtalades Fröding.
Det märkligaste de följande veckorna är Heidenstams försök att distansera sig från Fröding. En av de tidningar som rasade mot publiceringen var Aftonbladet som trots det bistra tonläget skrev att Fröding var "Sveriges största nu levande och diktande skald" medan de som tillrått publicering var "gudomligheter af lägre rang". Denna degradering verkar Heidenstam ha tagit på högsta allvar och i brev till vänner begränsar han sin egen insats att ge råd till Fröding till ett minimum, han till och med ångrar att han inte avrådde tryckning. "Slutligen kände jag mig också sårad af Aftonbladets nya rangskala och har aldrig rätt förstått svenskarnas vidskepliga avgudadyrkan för de slitna gångklädernas poesi.". I andra brev skrev han att Fröding helt enkelt är en dålig författare. Vid rättegången friades Fröding.
I takt med att Frödings sinnessjukdom förvärrades gjorde dock Heidenstam sitt bästa för att bistå syskonen Fröding ekonomiskt. I slutet av 1898 blev Fröding intagen på Upsala hospital och Heidenstam och Birger Mörner tog på sig ansvaret att betala vad det kostade. Heidenstam såg också till att på våren 1899 samla ihop 1 100 kronor som han skickade till systern Cecilia Fröding. När Fröding 1906 var bosatt på ett sjukhem i Stockholm besökte Heidenstam honom där. Vid Frödings jordfästning i Klara kyrka i Stockholm den 12 februari 1911 framfördes Heidenstams dikt Gustaf Frödings jordafärd av Orphei Drängar i en tonsättning av Hugo Alfvén.

### August Strindberg
Huvudartikel: Strindbergsfejden
Förhållandet med Strindberg skulle förbli problematiskt. När Vallfart och vandringsvägar hade kommit ut 1888 skickade Heidenstam ett exemplar till Strindberg, då bosatt i Danmark. "Hur din bok kommer att mottagas kan jag ej profetera." Alltid kan den "dupera" några kritiker genom att vara "mystisk-demonisk" men det beror på konjunkturerna, svarade Strindberg. I takt med att Heidenstams debutbok hyllades av kritikerna blev Strindberg allt mer oroad över att han höll på att bli utklassad av Heidenstam och började att baktala denne. Heidenstam hade också börjat kritisera den naturalistiska litteraturen, en genre där Strindberg var den ledande författaren och dramatikern (Fröken Julie, Fadren). I ett brev till författaren Ola Hansson anklagade han Heidenstam för plagiat. Heidenstam fortsatte att skriva brev till Strindberg som dock svarade kyligt eller rent sagt förolämpande. Till slut upphörde Strindberg att svara på brev. Heidenstam skickade ett sista brev i mars 1890 utan att få svar.
Oron över att förlora positionen som den ledande diktaren verkar ha varit stark hos Strindberg. På Heidenstams 50-årsdag 1909 hade Heidenstam hyllats på olika sätt i pressen, bland annat av Aftonbladet som skrev "Heidenstam som nationell skald". På våren 1910 började Strindberg skriva en serie artiklar i Afton-Tidningen där han gick till angrepp mot nittiotalisterna: Heidenstam, Levertin och Ellen Key och slog vilt omkring sig; han kallade Heidenstams diktning för smörja, "...vi fingo icke allenast en pekoral-estetik, utan även en poesi som vi läst som barn, med pjunk och pjåsk, Weltschmerz och falsk tuberkulos, inte ett spår livsglädje eller mannakraft." och insinuerade att en av Heidenstams kritiker blivit mördad (Afton-Tidningen 11 juni 1910). Strindbergs fälttågsplan kunde verka oklar och inkonsekvent men på ett par punkter var syftet mycket tydligt: han knöt 90-talisterna till det etablerade högrestånds-Sverige och han menade att de hade placerat sig själva i centrum av en kanoniserad bild av den svenska litteraturen och tigit ihjäl mera argumenterande, realistiska och frispråkiga diktare, först och främst Strindberg själv.
I följande artiklar gick Strindberg till angrepp mot monarkin, Dramatiska teatern, Svenska Akademien och militär upprustning. Medan kampanjen väckte stark motvilja i den borgerliga pressen vann han stöd i socialdemokratiska tidningar, kallades "landets största nationella diktare" och en stor nydanare. Så småningom föreslog en arbetare en nationalinsamling för Strindberg som kompensation för det uteblivna Nobelpriset. Debatten politiserades när den radikale Strindberg ställdes mot den påstått konservative Heidenstam, en vinkel som hade etablerats långt innan Heidenstam själv gav sig in i debatten. Skalden kommenterade i ett brev att "man svarar inte en fyllbult som ropar hotelser åt en" och överlät debatten till Svenska Dagbladets konservative kulturredaktör Fredrik Böök. Som konservativ hade Böök svårt att framhäva Heidenstams radikalism. Böök själv blev också en av Strindbergs måltavlor.  Även statsvetaren och högerriksdagsmannen Rudolf Kjellén beskrev Strindberg som "en ligapojke" och hävdade att han kränkt nationens själ, medan Heidenstam och Sven Hedin – ytterligare en av Strindbergs främsta måltavlor – stod för det ridderliga och djärva i svensk kultur.
Det dröjde till februari 1911 innan Heidenstam själv inledde en artikelserie för att försvara sig. Hans artiklar verkar bekräfta att han hörde till det konservativa lägret, eftersom han skriver att Strindberg "diktar för trälar". De yngsta författarna, Ludvig Nordström, Hans Larsson och andra, tog ställning för Strindberg och i en artikel kallade Hjalmar Branting Heidenstam för "antisocialist".
Enligt Gedin (2006) blev resultatet av Strindbergsfejden att Strindberg kunde återta sin position som Sveriges nationalskald medan Heidenstam detroniserades till en högerns galjonsfigur. Hos konservativa som Fredrik Böök och Sven Hedin var hans ställning grundmurad medan han hos de unga författarna ansågs passé.

## Kvinnorna bakom Verner von Heidenstam
Heidenstam hade svårt att behålla relationen till de kvinnor han förälskade sig i och var gift tre gånger trots att han, främst av ekonomiska skäl, inte ville binda sig i äktenskap. Första äktenskapet ingicks 1880 med Emilia Uggla och efter det följde Olga Wiberg och Greta Sjöberg. Utöver dessa förhållanden hade han ett längre förhållande med Ellen Belfrage som födde hans son, samt med Kate Bang, med vilken han delade sina sista 20 år.

### Emilia Uggla

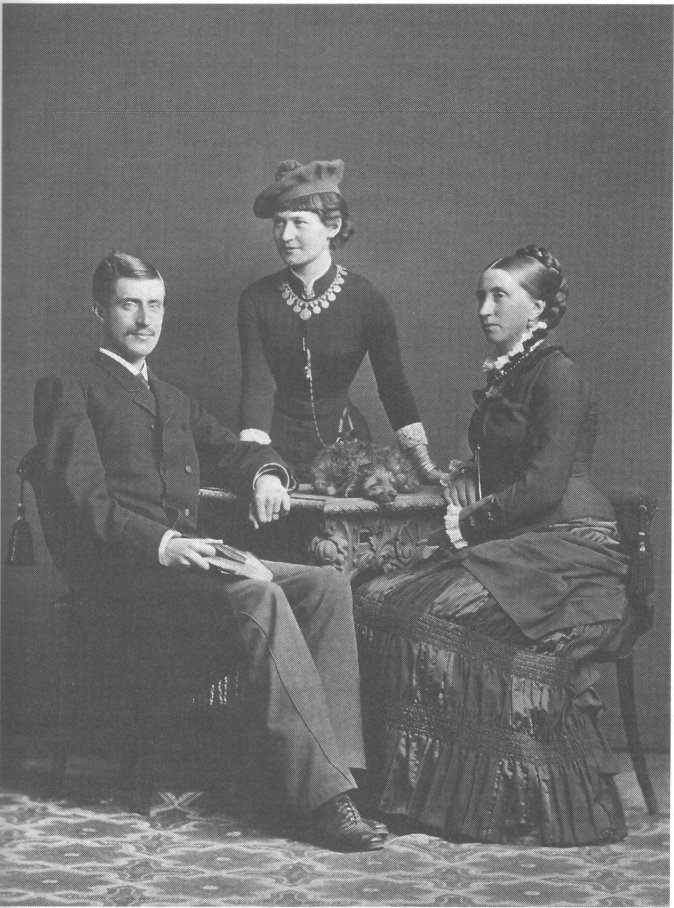
Heidenstam, hans hustru Emilia Uggla och hans mor Magda, fotograferade i Kristiania 1882

1864 hade familjen Heidenstam lärt känna familjen Uggla vid en semester i Marstrand. Emilia Uggla (född 1856 i Marstrand), hade flyttat till Stockholm och när han återvände hem efter sin utlandsresa 1878 blev han mycket förtjust i henne.  Efter en intensiv uppvaktning från Heidenstams sida bröt hon förlovningen med en ingenjör och förklarade för sina föräldrar att hon ville gifta sig med Heidenstam. Hennes föräldrar var kraftigt emot idén och Nils Gustaf von Heidenstam ansåg att hans son var både omogen och oduglig i största allmänhet. I augusti 1880 tillät föräldrarna bröllop som hölls i det Heidenstamska hemmet den 20 oktober.

### Ellen Belfrage
Efter debuten var Heidenstam en ofta sedd gäst i Stockholms litterära salonger. I maj 1888 träffade han den knappt 25-åriga Ellen Belfrage. Heidenstam blev blixtförälskad, men det fanns inte mycket tid för de två att träffas. Innan han reste utomlands med sin hustru Emilia skickade han Ellen en kärleksdikt. Nästa sommar befann hon sig i Danmark på en vävkurs och i augusti kom Heidenstam dit och de två tog in på hotell. I april 1890 träffades de på nytt när Heidenstam besökte Stockholm några dagar. Därefter dröjde det över ett år innan de träffades igen; i juli 1891 befann sig Ellen Belfrage på en hushållsskola nära Omberg där Heidenstam besökte henne.
Mötet resulterade i att hon blev gravid. På hösten 1891 reste hon till Rouen i Frankrike och den 31 mars 1892 föddes Nils. Heidenstam, som ju fortfarande var gift, var inte beredd att ta något ansvar utöver att betala ett årligt belopp på 500 kronor för sonen. Ellen Belfrage och sonen bosatte sig så småningom i Göteborg där Nils växte upp. Genom Ellen Key höll sig Heidenstam underrättad om sonen, men det dröjde ända till 1909 innan de träffades. Då var Nils 17 år. Nils blev ingenjör och uppfinnare och Heidenstam hjälpte honom med pengar. Ellen gifte sig aldrig och avled 1944. Sonen Nils avled barnlös 1984.

### Olga Wiberg

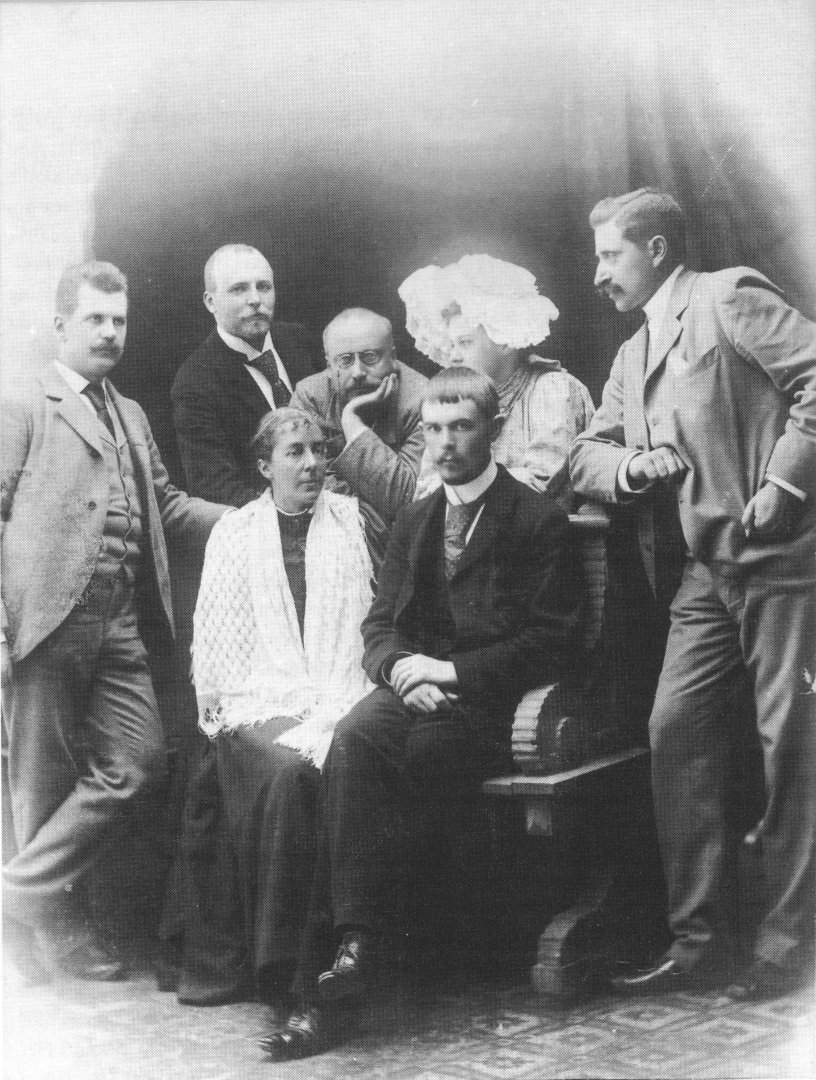
Efter bröllopet på Blå Jungfrun har bröllopsparet och några av gästerna fotograferats i Oskarshamn. Från vänster: Kritikern Edvard Alkman, målaren Gustaf Ankarcrona, författaren Gustaf Fröding, Heidenstams unga hustru Olga Wiberg, Heidenstam själv. Sittande: Cecilia Fröding och konstnären Albert Engström.

I oktober 1893 skilde sig Heidenstam från sin första hustru Emilia. På sommaren samma år inledde han en affär med den då 19-åriga Olga Mathilda Wiberg (1874–1951), född i Göteborg. Han hade bott ensam ute i Sandhamn och varit granne till familjen Wiberg, där fadern var fängelsedirektör. Heidenstam och Olga lyckades smyga sig till hemliga möten under sommaren och när Heidenstam flyttade tillbaka till Stockholm på hösten fortsatte de förhållandet, mer eller mindre öppet. I oktober blev Heidenstams skilsmässa från Emilia klar men i brev till sin vän Oscar Levertin gjorde han klart att ett nytt äktenskap inte kunde komma på fråga; därtill är hans ekonomi alltför ansträngd.
Heidenstam och Olga Wiberg gav sig ofta ut på resor och uppenbarligen har de varit mycket förtjusta i varandra. I hans andra diktsamling Dikter handlar flera av dikterna om henne. Inför arbetet med Karolinerna åker Heidenstam iväg på en lång studieresa våren 1896 med Olga och ett förkläde, Signe Hansen, senare gift med bankiren Ernest Thiel. Resan går till Italien och sedan till Bender i Osmanska riket och därifrån till Poltava, Moskva och Sankt Petersburg. Trots att Thiel försett sällskapet med en stor reskassa telegraferade Heidenstam hela tiden efter mer pengar eftersom han köpte möbler och smycken för pengarna.
Efter hemkomsten var Heidenstam fortfarande ovillig att gifta sig med Olga Wiberg; han påstod sig vara tvungen att gardera sig inför en framtida skilsmässa som skulle kunna kosta honom minst 20 000 kronor. Å andra sidan led Olga Wiberg av skvallret och ryktena om henne och Heidenstam. Ännu en gång ställde Thiel upp och skänkte 25 000 kronor till Wiberg på hennes födelsedag. Därmed fanns inte längre hinder för äktenskap. Bröllopet blev ett av de mest omtalade på sin tid. Den 28 juli 1896 vigdes de på ön Blå Jungfrun i Kalmarsund i närvaro av Heidenstams konstnärsvänner: diktaren Gustaf Fröding, författarna Birger Mörner och Per Hallström, journalisterna Edvard Alkman och Karl Wåhlin, teaterkritikern Pehr Gustaf Staaff, konstnärerna Albert Engström, J.A.G. Acke och Gustaf Ankarcrona. Efter vigselceremonin klädde alla gäster om till togor och lagerkransar. Fröding utbringade en skål för Heidenstam som "Sveriges störste nu levande diktare" och Heidenstam en skål för Fröding som "Sveriges mest populäre nu levande diktare".
Under åren därefter levde Heidenstam och Olga på olika slott och herresäten runt om i Sverige. Denna period blev också Heidenstams mest kreativa med böcker som Dikter, Karolinerna, Sankt Göran och draken, Heliga Birgittas pilgrimsfärd, Ett folk och Skogen susar. Paret deltog i Stockholms sällskapsliv och Heidenstam engagerade sig i Frisinnade klubben och Utile Dulci. I juli 1899 köpte han en pampig villa i italiensk stil i Djursholm utanför Stockholm (vid nuvarande Björkebergavägen). Där levde de ett par år fram till 1901 när något hände mellan de två som gjorde Heidenstam sårad och hämndlysten. Förmodligen ansåg sig Heidenstam vara bedragen av sin hustru och de två separerade. Han skrev en pjäs, Spinnrocken, som inspirerades av de verkliga händelserna men hans förläggare, Karl Otto Bonnier, refuserade stycket.
På våren 1902 levde Heidenstam ensam i sin villa. I april 1903 skildes de. Olga gifte senare om sig i Danmark och verkar aldrig ha haft någon kontakt med Heidenstam därefter. Hon dog 1951 vid 77 års ålder.

### Greta Sjöberg

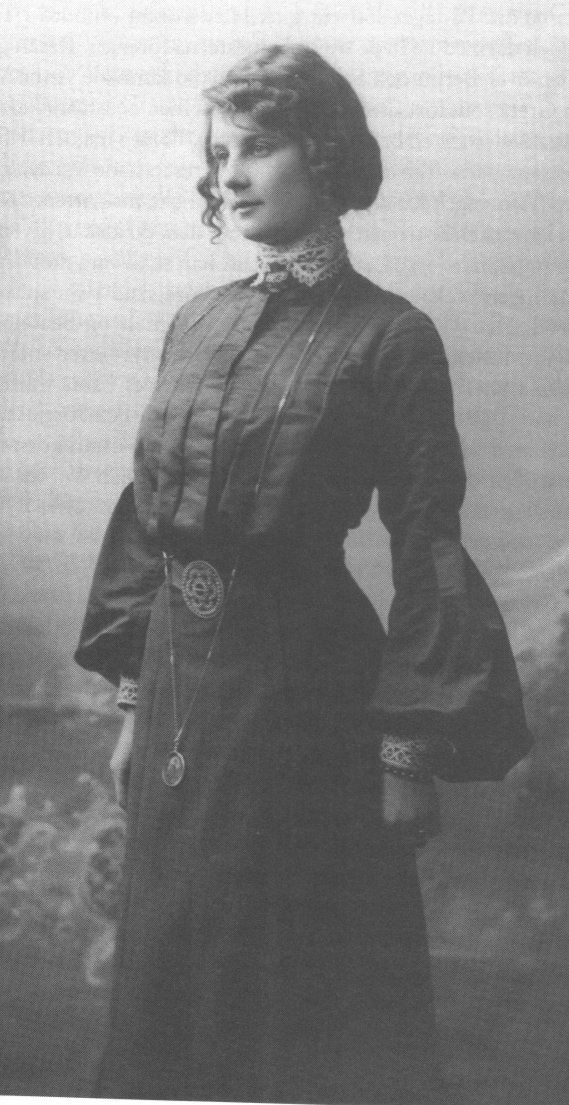
Greta Sjöberg omkring 1903

I närheten av Heidenstams villa i Djursholm bodde bataljonsveterinär Otto Sjöberg med hustru och tre döttrar. Heidenstam blev förtjust i äldsta dottern Margareta ("Greta") och när de tre syskonen besökte hans villa på våren 1902 lyckades Heidenstam stjäla sig en kyss från den 16-åriga Greta. Enligt en biografi av hennes dotter Karin Österling skedde samma vår ytterligare en sak när Greta ensam besökte hans villa: "'Verner förförde henne på isbjörnsfällen'". Under sommaren var Greta på konfirmationsläsning i Småland men Heidenstam skickade brev och vykort till henne. På hösten fick Greta lov att utan förkläde ta pianolektioner inne i Stockholm men istället användes tiden för hemliga möten med Heidenstam. Det hela avslöjades dock snart och Otto Sjöberg krävde att Heidenstam skulle gifta sig med henne. Den 12 oktober 1903 gifte sig den 44-årige Heidenstam för tredje gången, nu med den 17-åriga Greta Sjöberg.
I början av 1903 köpte Heidenstam en äldre gård, Naddö, några kilometer söder om Vadstena. Efter bröllopet flyttade paret in där och medan Heidenstam satte igång att skriva Folke Filbyter och sedan Bjälboarvet tog hans hustru ansvaret för att göra i ordning den förvildade parken och trädgården. I månadsskiftet september–oktober 1904 födde hon sonen Dag som dog vid födseln. Han är begravd på Örberga kyrkogård.
Greta tog på sig ansvaret för den dagliga skötseln och hushållet. På gården fanns höns, hästar, grisar, ankor och fruktträd som måste skötas. Ibland åkte paret till Paris eller Stockholm eller tog emot gäster. År 1906 ägde en händelse rum som gjorde Heidenstam mycket besviken över sin hustru. Enligt Österling (1989) fick Greta besök av en ungdomskärlek som mer eller mindre våldtog henne på ett hotell i Vadstena. Enligt Gedin (2006) reste hon till Kristiania och där tog de två in på hotell som äkta par. Oavsett vad som hände tog Heidenstam mycket illa vid sig av händelsen och beslutade att de två skulle skiljas. Skilsmässan gick igenom i juli 1906 och Greta tog tillbaka sitt flicknamn. Hon bodde några veckor i en stuga på tomten men blev så småningom förlåten. Samlivet återupptogs även om makarna förblev juridiskt skilda. Heidenstam presenterade henne länge för omgivningen som sin husföreståndarinna.
Heidenstam var dock fortsatt svartsjuk och bevakade om någon visade ett mer än artigt intresse för Greta. Hon blev alltmer olycklig och har vid åtminstone något tillfälle försökt ta livet av sig, det visar bevarade brev. Enligt Gedin (2006) var Greta otrogen med trädgårdsdrängen Gerhard och detta orsakade den definitiva separationen 1916. Enligt Österling (1989) berodde brytningen på att Heidenstam i januari 1916 träffat en ny kvinna, danskan Kate Bang. Heidenstam gick med på en generös ekonomisk uppgörelse. När han senare fick nobelpriset i litteratur överlät han halva prissumman till Greta. På sommaren 1916 gifte hon om sig med författaren Anders Österling. Greta Österling dog 1966.

### Kate Bang
I januari 1916 reste Heidenstam ensam till Mössebergs vattenkuranstalt vid Mösseberg utanför Falköping. Där fanns en 24-årig danska, Kate Bang, med sina två barn och Heidenstam blev snabbt förtjust i henne. Kate Bang kom från en förmögen familj, hennes far var grosshandlare, och hon var gift, ehuru separerad, från sin make, advokaten Otto Bang. Heidenstam och Kate Bang upptäckte snabbt att de hade gemensamma intressen och Heidenstam blev snabbt mycket förälskad i henne. När hon befann sig i Danmark brevväxlade de nästan dagligen.

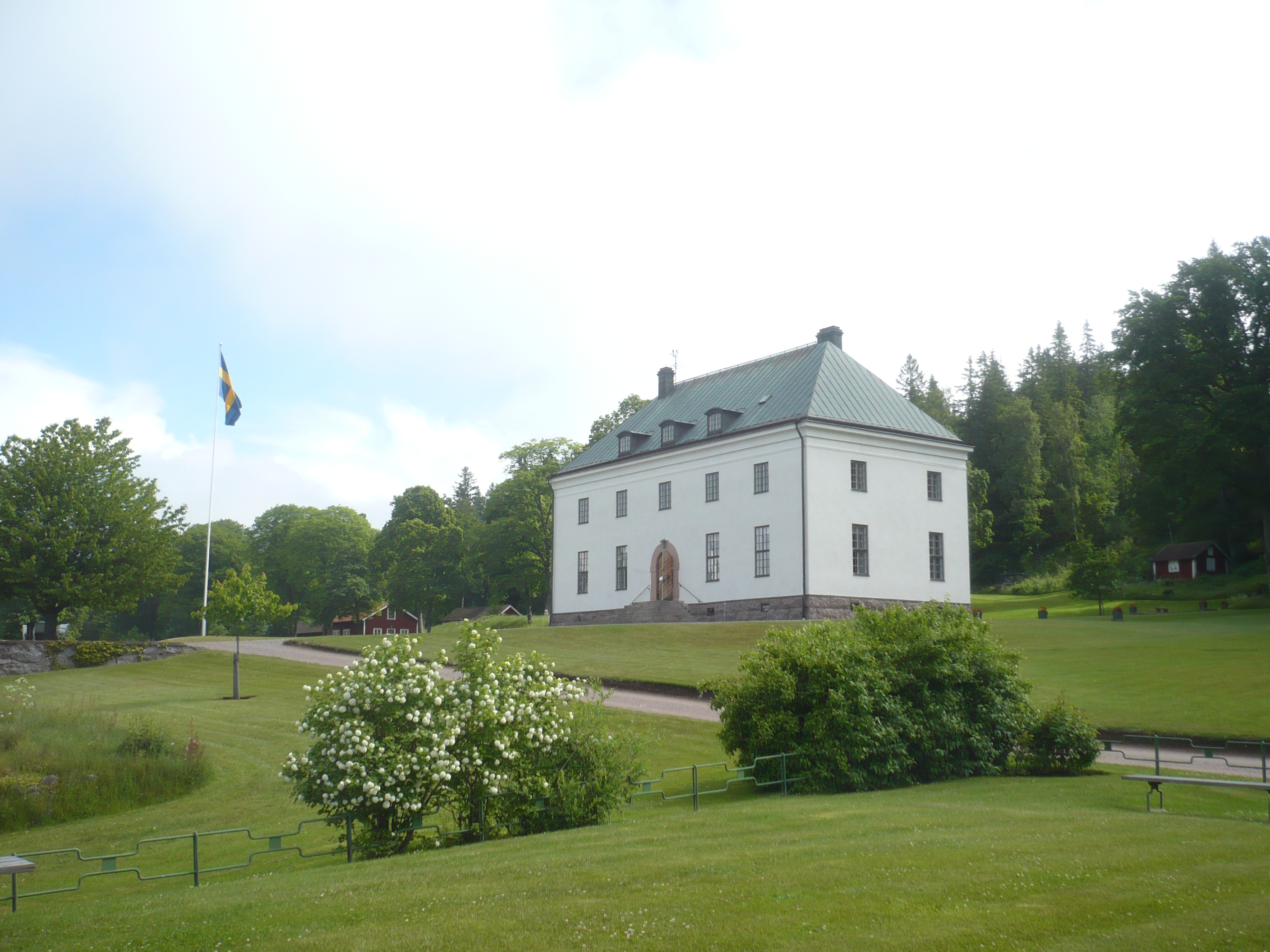
Övralid 2009.

År 1918 såldes Naddö till godsägare K. G. Hedmark, men Heidenstam och Kate levde ihop: på somrarna på Odinshøj vid Aalsgaarde vid Öresund, och på vintrarna på olika lånade slott eller på resa, gärna i Italien och vid franska Rivieran. Bang skilde sig från sin make 1917 men av olika anledningar gifte sig Kate Bang och Heidenstam aldrig. Han var ovillig att flytta tillbaka permanent till Sverige och försökte köpa Odinshøj men detta var inte till salu. På hösten 1923 köpte Heidenstam en bondgård norr om Motala, Övra Lid, och ritade själv ett nytt bostadshus som stod klart för inflyttning på hösten 1925. För Bangs två barn blev Heidenstam bedstefar och alla fyra kunde göra dagsutflykter till Heidenstams älskade Tiveden eller Olshammar.
På Övralid hade Heidenstam ordnat med både ett bibliotek och ett arbetsrum men han led av skrivkramp. Hans försök att skriva sina memoarer blev endast några få kapitel och i övrigt skrev han bara några få dikter. I den postuma diktsamlingen Sista dikter är de flesta dikter skrivna före 1915.

## Radikalism
Under andra halvan av 1800-talet spreds i Europas länder ett framväxande intresse för den egna nationen. Denna rörelse kom till Sverige under 1890-talet och omfattade framför allt ett stort intresse för svensk kultur och natur. 1885 grundades Svenska Turistföreningen, 1891 öppnades Skansen i Stockholm och 1893 började man fira svenska flaggans dag. Vid sekelskiftet hade denna nationella tanke kommit att genomsyra hela samhället och omfattades av alla grupper. Även Heidenstam omfattade denna överideologi. I sin programskrift Renässans hade han påstått att naturalismen inte passade "det svenska lynnet". Medan hans första diktsamling var påverkad av hans resor utomlands är det i hans andra samling, Dikter, det svenska landskapet som står i centrum. Diktsamlingen inleds med Tiveden där han hyllade den egna hembygden.
Heidenstam såg sig själv som en anförare för ett fosterländskt program med mål att påverka kulturlivet i Sverige. Han var med och grundade Sveriges Författareförening 1893. 1895 gav han sig in i ett projekt för att starta en dagstidning, "ett organ för de bildade klasserna samt för vetenskap och konst". Han ansåg att det saknades en kvalitetstidning som gav uttryck för den nationella tanken och där nittiotalisterna kunde publicera sig. Planerna blev allt mer avancerade och med hjälp av Signe Hansen fick man bankiren Ernest Thiel att skjuta till 100 000 kronor för att köpa en dagstidning på fallrepet, Svenska Dagbladet. Heidenstam blev dock så småningom allt mer missnöjd med tidningen eftersom den inte utvecklades i den riktning han hade tänkt.
Heidenstam var 1899 med och grundade Frisinnade klubben. Föreningen samlade Stockholms liberaler och det var främst medlemmar av föreningen som kom att grunda Liberala samlingspartiet som kom i regeringsställning 1905. Vid denna tid var det främsta diskussionsämnet den allmänna rösträtten och Heidenstam skrev flera artiklar till försvar för allmän och lika rösträtt. 
Heidenstam ansåg att varje svensk hade lika stor rätt till sitt land och att existerande sociala skillnader var ett hinder för att ena nationen till ett folk. På dagen för andrakammarvalet 1899 publicerade Heidenstam i Svenska Dagbladet diktsviten Ett folk. Dikten Sverige blev senare tonsatt av Wilhelm Stenhammar: "Sverige, Sverige, Sverige fosterland / vår längtans bygd, vårt hem på jorden". Den tredje dikten, Medborgarsång, är politisk och Heidenstam skriver om rösträtten: "Det är skam, det är fläck på Sveriges baner / att medborgarrätt heter pengar.".
Heidenstam var också aktiv i tidningsdebatten inför unionsupplösningen 1905. Den 7 juni förklarade Stortinget att unionen var upplöst. Den 18 juni skrev Heidenstam i Svenska Dagbladet att han såg norrmännen som ett föredöme och gav samtidigt en känga åt de konservativa krafterna som ville hålla fast vid unionen. På hösten samma år höll han ett tal till Lunds studenter där han avvisade svensk dominans över dess grannländer men hyllade Sverige för den fredsvilja och självbehärskning som visades vid unionsupplösningen. De närmaste åren kom Heidenstam att hålla många tal riktade till studentkårer och ungdomsmöten där han uppmanade de unga att ta sitt ansvar för att förändra Sverige i positiv riktning.

## Senare politisk inställning
Heidenstam hade under åren efter sekelskiftet odlat bilden av sig själv som en man stående ovan klass- och intresseklyftor, samt  politiska trätor, men efter storstrejken 1909 och Strindbergs angrepp på honom i Strindbergsfejden 1910–1911 kom nationalskalden att drivas mot en mer paternalistiskt konservativ hållning. Vördnaden för det förgångna och det välordnade kom att dominera över tilltron till en framtid med gemensamma demokratiska projekt. I sitt svar på Strindbergs angrepp hade Heidenstam stämplat både Strindberg och arbetarrörelsen som "proletärfilosofiska" krafter som byggde på avund och lumpet förakt för kulturen, förnuftet och rättvisan. 1911 kom skriften Proletärfilosofiens upplösning och fall, en bitter och ironisk uppgörelse med Strindberg. Strindberg gick segrande ur striden. Under de närmaste åren ökade både konflikterna kring de militära frågorna, oron för ryskt spionage och spänningarna kring frågan om rösträtt och demokrati; allt detta kom att brisera under Borggårdskrisen i början av 1914, då kungen och Högerpartiet gjorde ett medvetet försök att hävda den personliga kungamakten mot riksdagen och demokratin. Heidenstam var vid denna tid relativt nära knuten till kretsen kring kungen och sågs av konservativa i hela landet som en nationell profet. Borggårdstalet skrevs visserligen av Sven Hedin och löjtnant Carl Bennedich men Jan Olof Olsson har påpekat att dess formuleringar hade varit otänkbara utan Heidenstam; hans betoning av den utvalde kungen eller hjälten som samlar sitt folk omkring sig och leder det genom stora händelser hade satt avtryck. Hans dikt Åkallan och löfte uppfattades vid denna tid ofta som en bön om ett förnyat krig – efter hundra års fred, som antogs ha verkat förslappande – vilket skulle rensa bort småttighet och interna konflikter ur folket, en gest för att våga allt eller ett renande offer genom en katastrof som vid Poltava. Både äran och nederlaget tycks ha varit aktuella i Heidenstams sinne 1914, men de flesta rojalister uppfattade främst det ärofulla i ett segerrikt krig som skulle krossa Ryssland; därefter skulle man slå tillbaka de hotande krafterna inom landet, det vill säga arbetarrörelsen.
Impulserna både från Karolinerna och från Heidenstams alltmer kritiska uttalanden kring arbetarrörelsen och historien gav en klangbotten åt det kungliga talet samt åt stämningar som, när kriget drabbade Europa, ibland gled över i tyskvänlig aktivism och direkta appeller för en kunglig diktatur. Heidenstam avhöll sig dock från att dra dessa konsekvenser fullt ut; i en artikel "Krigets gåta" i början av 1915 uppehöll han sig mindre vid krigets glans och ära än vid dess omstörtande av det invanda och ärvda. Fredrik Böök som var mera aktiv i frågorna kring aktivism och koncentration av makten till konungen, och som vid denna tid trodde på en nationell pånyttfödelse, noterade med en ton av besvikelse Heidenstams försiktighet i sin biografi 30 år senare.
Från första världskriget och framåt finns det flera uttalanden av Heidenstam som visar att han var politiskt konservativ, allt mera så efter 1920. Under kriget stödde han centralmakterna och han tog det tyska sammanbrottet mycket hårt. Från tiden efter kriget finns det många brev där han uttrycker sin rädsla för bolsjevismen, och dess påstådda ambitioner att erövra världen. I ett brev till Sven Hedin 1921 gjorde han också en koppling mellan bolsjevismen och judendomen, samt uttryckte sig på ett sätt som kan klassificeras som antisemitiskt: "Man häpnar. Hvad ha alla dessa asiater med oss att göra? Hur mycket friskare skulle luften ej vara öfver Europa, om vi sluppit dem." Uttalanden av Heidenstam som kan tolkas som antisemitism är dock relativt få trots att han hyste en stor beundran för Benito Mussolini; huruvida denna beundran även gällde fascismen som ideologi är oklart.
I april 1933 intervjuades han av den tyska tidningen Der Tag där han är positiv till de politiska förändringarna i Tyskland: "Jag visste att Tysklands stund skulle komma och hälsar nu nationens uppvaknande." I en intervju med den tyska tidningen Berliner Lokalanzeiger sade Heidenstam: "Min åsikt är nu som förr, att det nya Tyskland genom sin segerrika kamp mot bolsjevismen bringat den kommunistiska vågen i Europa att stagnera och därigenom – som vi hoppas – räddat den europeiska civilisationen." Han var med andra ord också en motståndare till sovjetkommunismen.
I Tyskland var Heidenstam en uppskattad författare; han utnämndes till hedersdoktor vid universitetet i Heidelberg 1936. 1935 besöktes Övralid av Hitlers ställföreträdare Rudolf Hess. Heidenstam utsattes under 1930-talet för påtryckningar om att uttala sig positivt om nazismen, bland annat av den nazistiske kulturattachén Paul Grassmann. Heidenstam har emellertid aldrig publicerat ett ord om nazismen, och det finns heller inget som talar för att han skulle ha stött nazismen på något annat sätt. Däremot undertecknade han ett upprop mot den tyska förföljelsen av judar och intellektuella under hösten 1933.

## Sjukdom och bortgång
Vid sin död år 1940 efterlämnade Heidenstam 450 000 kronor. Heidenstams testamente från 1933 slog fast att Övralid skulle ärvas av Kate Bang. Heidenstam hade ett mycket begränsat umgänge de sista åren av sitt liv, vilket inluderade upptäcktsresanden Sven Hedin, dennes systrar, arkeologen Otto Frödin, landshövding Eric Trolles hustru Alice Trolle och grevinnan Fanny Wiliamowitz. Gedin (2006) gör gällande att dessa personer gemensamt anordnade ett svindleri så att Bang inte skulle få ärva något utan istället skulle Övralid bli ett nationalmonument över Heidenstam. När Bang sommaren 1937 befann sig i Danmark fick hon ett brev med Heidenstam som avsändare där denne avslutade förhållandet. När hon försökte återvända till Övralid hade Heidenstam rest bort. Det sista testamentet är undertecknat oktober 1937. Nyare forskning av Martin Kylhammar (2019), baserad bland annat på Kate Bangs efterlämnade handlingar, visar emellertid att Heidenstam och Bang glidit isär och att Bang under allt längre tider själv valde att bo i Danmark. Kylhammars forskning har också visat att Heidenstam, efter ett uppträde mellan honom och Bang på Övralid 1937, själv i hög grad tagit initiativ till ändringen i sitt testamente.
Heidenstam drabbades under sina sista år av två stroke, en mindre i september 1936 och en större i december 1937. Efter den senare visade han tecken på konfusion under flera månader. Men under våren 1938 återhämtade han sig, och kunde åter börja föra resonemang och företa kortare promenader. Under resten av 1938 och under 1939 synes hans hälsa ha varit stabil. I samband med sin 80-årsdag i juli 1939 kunde han göra en resa till Olshammar och berätta minnen för besökande journalister.

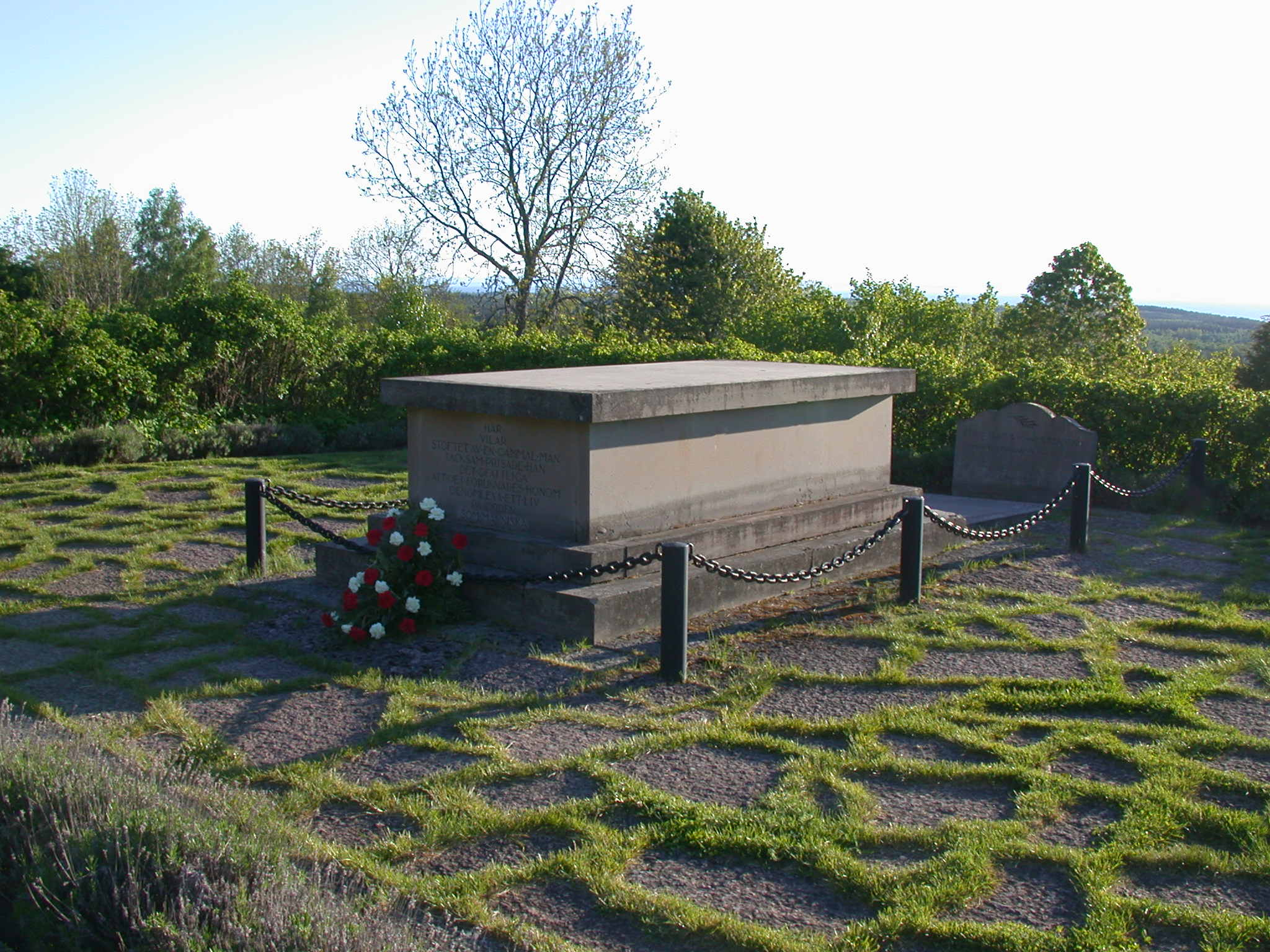
Heidenstams gravvård, på en terrass vid Övralid.

Heidenstam avled den 20 maj 1940 till följd av en lunginflammation, möjligen orsakad av influensa. Officiant vid begravningen var biskop Tor Andræ. Heidenstam ville bli begraven under ett stenblock sydost om huset vid skogskanten. Detta blev inte fallet utan Frödin såg till att flytta gravplatsen. Han ordnade också så att stoftet av Heidenstams mor Magdalena också blev gravsatt där, trots att hon uttryckligen ville vila på Stockholms norra begravningsplats. På Övralid vilar också Heidenstams första hustru Emilia Uggla, avliden 1938.
Efter Heidenstams bortgång togs kvarlåtenskapen om hand av två testamentsexekutorer, Otto Frödin och Allvar Elmström, som därigenom fick laglig rätt att förfoga över dödsboet. När stiftelsen skulle konstitueras 1941 valdes Sven Hedin till ordförande, men eftersom det fanns en åldersgräns på 75 år, ersattes han av Fredrik Böök. Böök, som till att börja med hade en bra relation med Frödin, inledde emellertid en kärleksrelation med Kate Bang. Böök hävdade därefter att Frödin i sin egenskap av testamentsexekutor hade skott sig. Några ekonomiska oegentligheter från Frödins sida har dock inte kunnat påvisas,  men han hade anlitat den danske advokaten Oskar Fich i syfte att avslöja Bangs tidigare kärlekshistoria med advokaten Vagn Aagesen i syfte att kompromettera henne. Genom att Fichs utredning lades åt sidan, tvingades Frödin 1941 att lämna posten som stiftelsens sekreterare, men satt kvar i styrelsen som vanlig ledamot. De följande åren präglades av ständiga interna strider inom styrelsen. Det första Övralidspriset kunde delas ut 1945 till författaren Bertil Malmberg.
Böök började också med att gå igenom Heidenstams efterlämnade papper. År 1941 publicerades memoarerna När kastanjerna blommade samt en samling aforismer, Tankar och utkast. År 1942 publicerades Sista dikter och följande år Heidenstams samlade verk i 23 band. Dessutom skrev Böök en biografi om Heidenstam och Bang skrev två egna minnesböcker om sin tid med Heidenstam. Heidenstams brev har på senare år publicerats i urval; hans korrespondens med andra författare, konstnärer, vänner, fruar, politiker och andra var i likhet med Strindbergs mycket livlig och ofta välformulerad men under lång tid endast tillgänglig för forskare.
Heidenstam förlänades den nyinstiftade Goethemedaljen i samband med av Goethefestligheterna i Frankfurt am Main den 28 augusti 1932. Han hade 1899 invalts som arbetande ledamot av Vetenskaps- och Vitterhetssamhället i Göteborg.

### Skönlitteratur
- Vallfart och vandringsår dikter. Stockholm: Bonnier. 1888. Libris 13477324. http://litteraturbanken.se/#!forfattare/HeidenstamV/titlar/VallfartOchVandringsar/info/etext
- Endymion. Stockholm: Bonnier. 1889. Libris 13434646. http://litteraturbanken.se/#!forfattare/HeidenstamV/titlar/Endymion/info/etext
- Hans Alienus. 1-3. Stockholm. 1892. Libris 499459
  -  Del 1. Libris 22093218. http://hdl.handle.net/2077/54638
  -  Del 2. Libris 22093217. http://hdl.handle.net/2077/54637
  -  Del 3. Libris 22093213. http://hdl.handle.net/2077/54636
    -  Hans Alienus. Svenska klassiker / utgivna av Svenska akademien, 99-2090989-0 ([Ny utg.] under redaktion av Gudmund Fröberg och med inledning av Ulf Linde). Stockholm: Atlantis. 1995. Libris 10070201. http://www2.svenskaakademien.se/publikationer/svenska_klassiker/1cc6e00e-8430-48e6-a7ee-2b6e2a9cb842
- Dikter. Stockholm: Bonnier. 1895. Libris 13434643. http://litteraturbanken.se/#!forfattare/HeidenstamV/titlar/Dikter/info/etext
- Karolinerna : berättelser. Samling 1. Stockholm: Bonnier. 1897. Libris 13888355. http://litteraturbanken.se/#!forfattare/HeidenstamV/titlar/KarolinernaI/info/etext
- Karolinerna : berättelser. Samling 2. Stockholm: Bonnier. 1898. Libris 13891960. http://litteraturbanken.se/#!forfattare/HeidenstamV/titlar/KarolinernaII/info/etext
- Sånger i kyrktornet. Svenska folkets öreskrifter, 99-1606990-5 ; 20. Stockholm: Folkupplysningsföretaget. 1897. Libris 1664394
- Tsar Peter. Svenska folkets öreskrifter, 99-1606990-5 ; 24. Stockholm: Folkupplysningsföretagets förlag. 1898. Libris 1664398
- Tankar och teckningar. Stockholm: Bonnier. 1899. Libris 18151006. http://litteraturbanken.se/forfattare/HeidenstamV/titlar/TankarOchTeckningar/info
- Sankt Göran och draken : berättelser. Stockholm: Bonnier. 1900. Libris 13617277. http://litteraturbanken.se/#!forfattare/HeidenstamV/titlar/SanktGoranOchDraken/info/etext
- Heliga Birgittas pilgrimsfärd : berättelse. Stockholm: Bonnier. 1901. Libris 13434676. http://litteraturbanken.se/#!forfattare/HeidenstamV/titlar/HeligaBirgittasPilgrims/info/etext
  -  Heliga Birgittas pilgrimsfärd / med kommentarer utgiven av Gunnar Lokrantz. Skönlitteratur i skolan. Stockholm: Sv. bokförl. Bonnier. 1962. Libris 1221432
- Ett folk : [diktcykel]. Stockholm: Bonnier. 1902. Libris x7xrrcnpvds9h45p. https://urn.kb.se/resolve?urn=urn:nbn:se:kb:eod-346587
- Skogen susar : berättelser och sagor. Stockholm: Bonnier. 1904. Libris 13434679. http://litteraturbanken.se/#!forfattare/HeidenstamV/titlar/SkogenSusar/info/etext
- Folkungaträdet : Folke Filbyter : berättelse. Stockholm: Bonnier. 1905. Libris 18151109. http://litteraturbanken.se/forfattare/HeidenstamV/titlar/FolkungatradetFolkeFilbyter/info
- Folkungaträdet : Bjälboarvfet : berättelse. Stockholm: Bonnier. 1907. Libris 18150836. http://litteraturbanken.se/forfattare/HeidenstamV/titlar/FolkungatradetBjalboarfvet/info
- Svenskarna och deras hövdingar : berättelser för unga och gamla. [Band 1]. Läseböcker för Sveriges barndomsskolor, 99-0345047-8 ; 3. Stockholm: Bonnier. 1908. Libris 13477326. http://litteraturbanken.se/#!forfattare/HeidenstamV/titlar/SvenskarnaOchDerasI/info
- Svenskarna och deras hövdingar : berättelser för unga och gamla. Band 2. Läseböcker för Sveriges barndomsskolor, 99-0345047-8 ; 3. Stockholm: Bonnier. 1910. Libris 18151099. http://litteraturbanken.se/forfattare/HeidenstamV/titlar/SvenskarnaOchDerasII/info
- Vid Gustaf Frödings grafsättning på Upsala kyrkogård söndagen d. 12 febr. 1911. Uppsala. 1911. Libris 2695853
- Drottning Omma. Stockholm: Åhlén & Åkerlund. 1914. Libris 1634493
- Det befästa huset och andra berättelser ur "Karolinerna". Stockholm: Åhlén & Åkerlund. 1915. Libris 1634492
- Nya dikter. Stockholm: Bonnier. 1915. Libris 18151110. http://litteraturbanken.se/forfattare/HeidenstamV/titlar/NyaDikter/info
- En snygg vit skjorta : (ur Karolinerna) : med efterskrift / av Carl Björkbom. Stockholm. 1929. Libris 2695850
- Tankar och utkast : samlade och redigerade / av Kate Bang och Fredrik Böök. Stockholm: Bonnier. 1941. Libris 1399956
- Sista dikter : samlade och redigerade / av Kate Bang och Fredrik Böök. Stockholm: Bonnier. 1942. Libris 1399955
- Sverige, fosterland ... : nationalhymnen / av Verner von Heidenstam och Wilhelm Stenhammar ; i bild och ord av Lennart Nilsson och Anders Lundebeck. Stockholm: Åhlén & Åkerlund. 1950. Libris 1411948
- Fragment och aforismer : otryckta diktutkast och strötankar utgivna till 100-årsdagen den 6 juli 1959  : jämte studier kring Verner von Heidenstam / av Fredrik Böök m. fl. Stockholm: Bonnier. 1959. Libris 8073047
- Brev och dikter / av Verner von Heidenstam och Ellen Belfrage. Stockholm: Norstedt. 1960. Libris 633968

### Varia
- Från Col di Tenda till Blocksberg reseskizzer. Stockholm: Bonnier. 1888. Libris 18150847. http://litteraturbanken.se/forfattare/HeidenstamV/titlar/FranColDiTenda/info
- Renässans : några ord om en annalkande ny brytningstid inom litteraturen. Stockholm: Bonnier. 1889. Libris 13474755. http://litteraturbanken.se/#!forfattare/HeidenstamV/titlar/Renassans/info
- Pepitas bröllop : en literaturanmälan. Stockholm: Bonnier. 1890. Libris 19527476. http://litteraturbanken.se/forfattare/LevertinO/titlar/PepitasBrollop/info - Tillsammans med Oscar Levertin.
- Modern barbarism : några ord mot restaurerandet af historiska byggnader. Stockholm: Bonnier. 1894. Libris 13474739. http://litteraturbanken.se/#!forfattare/HeidenstamV/titlar/ModernBarbarism/info
- Om svenskarnes lynne. Svenska Tal och tankar ; 4. Stockholm: Bonnier. 1914. Libris 18151026. http://litteraturbanken.se/forfattare/HeidenstamV/titlar/OmSvenskarnasLynne/info
- Klassicitet och germanism : några ord om världsstriden. Stockholm: Bonnier. 1898. Libris 13474728. http://litteraturbanken.se/#!forfattare/HeidenstamV/titlar/HeligaBirgittasPilgrims/info/etext
- Dagar och händelser : tal, inlägg och fantasier. Stockholm: Bonnier. 1909. Libris 13434636. http://litteraturbanken.se/#!forfattare/HeidenstamV/titlar/DagarOchHandelser/info
- Proletärfilosofiens upplösning och fall : några ord vid det nya århundradets tröskel. Stockholm: Bonnier. 1911. Libris 13474746. http://litteraturbanken.se/#!forfattare/HeidenstamV/titlar/Proletarfilosofiens/info/etext
- Minne af Carl David af Wirsén : inträdestal i Svenska akademien. Stockholm: Norstedts. 1914. Libris 1634497
- Vad vilja vi? : tal. Stockholm: Bonnier. 1914. Libris 1634499
- Minne af Esaias Tegnér. Stockholm: Norstedt. 1917. Libris 18150885. http://litteraturbanken.se/forfattare/HeidenstamV/titlar/MinneTegner1916/info
- Tal i Stockholms stadshus, midsommarafton 1923. Stockholm: Bonnier. 1923. Libris 1474950
- Uppsatser, tal och fantasier. Stockholm: Bonnier. 1929. Libris 66995
- Skissbok : reseminnen 1876-1877 : inledningsord / av Sven Hedin. Stockholm: Bonnier. 1939. Libris 1371360
- När kastanjerna blommade : minnen från Olshammar / samlade och redigerade av Kate Bang och Fredrik Böök. Stockholm: Bonnier. 1941. Libris 8219560
- Brev : i urval och med förklaringar / av Kate Bang och Fredrik Böök. Stockholm: Bonnier. 1949. Libris 11782
- Brev 1884-1890 : Verner von Heidenstam, August Strindberg. Stockholm: Wahlström & Widstrand. 1999. Libris 7282777. ISBN 9146174516

### Samlade upplagor och urval
- Samlade skrifter. 1-15. Stockholm: Bonnier. 1909-1923. Libris 247880 - Delar: 1. Vallfart och vandringsår. — 2. Dikter. — 3. Hans Alienus. — 4. Sankt Göran och draken. — 5. Endymion. — 6. Karolinerna. — 7. Folkungaträdet. 1. — 8. Folkungaträdet. 2. — 9. Från Col di Tenda till Blocksberg. — 10. Stridsskrifter. — 11. Skogen susar. — 12. Heliga Birgittas pilgrimsfärd. — 13. Tankar och teckningar. - 14. Dagar och händelser. — 15. Nya dikter.
- [Valda stycken.]. Moderna svenska författare, utg. i urval för skolan af R. G:son Berg ; 1. Stockholm: Bonnier. 1904. Libris 2695839
- Urval :  med förklaringar / av Hugo Bergstedt. Nyare svenska författare, i upplagor för skolan ; 2. Stockholm: Bonnier. 1907. Libris 2695838
- Valda dikter. Stockholm: Bonnier. 1911. Libris 1634500
- Dikter. Den svenska lyriken, 99-0110782-2. Stockholm: Bonnier. 1940. Libris 1371358
- Verner von Heidenstams samlade verk. 1-23 / utg. av Kate Bang och Fredrik Böök. Stockholm: Bonnier. 1943-1944. Libris 455884 - Delar: 1. Vallfart och vandringsår. — 2. Från Col di Tenda till Blocksberg. — 3. Endymion. — 4—5. Hans Alienus. — 6. Dikter. — 7—8. Karolinerna. — 9. Tankar och teckningar. — 10. Sankt Göran och draken. — 11. Heliga Birgittas pilgrimsfärd. — 12. Skogen susar. - 13. Folkungaträdet. Folke Filbyter. — 14. Folkungaträdet. Bjälboarvet. — 15—16. Svenskarna och deras hövdingar. — 17. Dagar och händelser. - 18. Stridsskrifter. — 19. Nya dikter. — 20. När kastanjerna blommade. — 21. Tankar och utkast. Sista dikter. — 22. Berättelser och fejder. — 23. Uppsatser och tal.
- Ur Verner von Heidenstams diktning  / med inledning, anmärkningar, ordförklaringar och arbetsuppgifter av Örjan Lindberger och Nils Sylvan... Skönlitteratur i skolan ; [25]. Stockholm: Svenska bokförlaget. 1955. Libris 1452744
- Inbillningens logik : Vallfart och vandringsår ; Dikter ; Ett folk ; Nya Dikter. Svalans svenska klassiker, 99-0134162-0. Stockholm: Bonnier. 1957. Libris 3073812
- Dikter i urval / av Werner Aspenström. Stockholm: Bonnier. 1959. Libris 848399
- Verner von Heidenstams landskap : dikt och bild / med ett förord av Kate Bang och en inledning av Carl Fehrman... Malmö: Allhem. 1959. Libris 633960
- Paradisets timma och andra dikter / urval av Sven Lindner ; förord av Olle Holmberg ... Svalans lyrikklubb ; 23. Stockholm: Bonnier. 1969. Libris 12361
- Gårdsfolk. Stockholm: Sällskapet Bokvännerna. 1982. Libris 7591353. ISBN 9170220832
- Verner von Heidenstam : texter i urval : [essäer]. [Stockholm]: SVEGOT-DFS. 2018. Libris 0ctp9bd8x75f8t54. ISBN 9789198441130

## Tonsatta verk
Av kompositörer som tonsatt dikter av Heidenstam märks bland andra Wilhelm Stenhammar, Wilhelm Peterson-Berger, Hugo Alfvén, Axel Raoul Wachtmeister och Ture Rangström.
Stenhammar tonsatte största delen av Heidenstams stora diktcykel Ett folk, som publicerats den 22 september 1899 i Dagens Nyheter (Se Folksångstävlingen). I detta diktverk ingår bland annat sången Sverige. I opus 7 från 1893–95 tonsatte Stenhammar Sju dikter ur Ensamhetens tankar av Heidenstam. I opus 26 finner man När genom rummet fönsterkorsets skugga och Varför till ro så brått från 1908, och opus 37 från 1918 utgörs av Fyra dikter av Verner von Heidenstam (Jutta kommer till Folkungarna, I lönnens skymning, Månljuset och Vore jag ett litet barn).
Hugo Alfvén skrev skådespelsmusik till Heidenstams Spåmannen år 1912. Peterson-Berger tonsatte år 1913 Gullebarns vaggsånger för sångröst och piano, och Höstsång, likaledes för sångröst och piano. Rangström tonsatte dikten Vi människor år 1924.
Den svenska neofolk-gruppen Solblot har tonsatt verk ur "Dikter" (1895), "Ett folk" (1902) och "Nya Dikter" (1915); bland annat Medborgarsång, Åkallan och löfte, En dag och Himladrottningens bild i Heda.

## Priser och utmärkelser
- Hedersledamot vid Södermanlands-Nerikes nation, 1899.[4]
- Hedersdoktor vid Stockholms högskola, 1909.[4]
- De Nios stora pris, 1916.
- Nobelpriset i litteratur, 1916. Priset på 134 610 kronor och 50 öre kvitterades ut först den 1 juni 1917 på grund av världsoroligheterna.[74]
- Kommendör med stora korset av Nordstjärneorden, 1926.[4]